# Martwe dusze
Martwe dusze (ros. Мёртвые души) – niedokończona powieść Nikołaja Gogola, pisana od 1835 do końca życia pisarza w 1852, uznawana za szczytowe osiągnięcie w jego dorobku. Opublikowana po raz pierwszy w 1842 roku, potem poprawiana.

## Geneza
Inspiratorem powstania dzieła był prawdopodobnie Aleksander Puszkin, który podsunął Gogolowi myśl o napisaniu powieści na temat podróżującego po Rosji oszusta. W zamyśle Martwe dusze miały być trylogią, tryptykiem na wzór Boskiej komedii Dantego. Znana jest tylko pierwsza część, którą można – znów w nawiązaniu do Dantego – określić jako Piekło.

## Treść
Bohaterem powieści jest Paweł Iwanowicz Cziczikow, który zajeżdża ze swym stangretem Selifanem oraz lokajem Pietrkiem do miasta gubernialnego N., gdzieś na rosyjskiej prowincji. Cziczikowa poznajemy powoli. Wydaje się on człowiekiem porządnym, zadbanym i grzecznym. Nie jest zbyt bogaty, ale też i nie jest biedny, „ani tłusty, ani chudy” – jest dosyć bezbarwny. Przyjeżdża do miasta N. w konkretnym celu: zakupu martwych dusz rewizyjnych, tj. chłopów pańszczyźnianych, którzy umarli od czasu ostatniego spisu rewizyjnego, a za których właściciele ziemscy muszą wciąż płacić podatki. Cziczikow zapoznaje się najpierw z ważnymi osobistościami miasta. Robi to bardzo zręcznie, wzbudza ogólną sympatię i zainteresowanie. Podróżując z Cziczikowem, poznajemy najróżniejsze charaktery ludzkie, zazwyczaj nudne czy wręcz odrażające. Atmosfera narasta. W mieście zaczynają krążyć plotki na temat planów porwania córki gubernatora przez Cziczikowa. Dopiero pod koniec lektury Gogol informuje czytelnika o tym, kim tak naprawdę jest jego główny bohater i po co mu martwe dusze.